# Tussensprintklassement Ronde van Frankrijk
De rode trui was een trui die gedragen werd door de leider van het tussensprintklassement in de Ronde van Frankrijk.
De rode trui is slechts van korte duur geweest in de Tour. Van 1983 tot en met 1989 is deze trui onderdeel geweest van de Tour.
Gedurende een etappe in de Tour de France konden de renners punten verdienen bij tussensprints. De leider van dat klassement mocht de rode trui om zijn schouders dragen. Deze trui is dus enigszins vergelijkbaar met de groene trui, waarbij ook de eindsprints meetellen.
In de Ronde van Frankrijk 1968 kreeg de leider van het puntenklassement een rode in plaats van een groene trui.
Van 2010 tot  2016 reed de leider van het puntenklassement in de Ronde van Italië ook in een rode trui. Daarnaast is ook de leiderstrui in de Ronde van Spanje sinds 2010 rood van kleur.

## Winnaars van de rode trui in de Ronde van Frankrijk
- 1983:  Sean Kelly
- 1984:  Jacques Hanegraaf
- 1985:  Jozef Lieckens
- 1986:  Gerrit Solleveld
- 1987:  Gilbert Duclos-Lassalle
- 1988:  Frans Maassen
- 1989:  Sean Kelly

 winnaars gele trui · 
 puntenklassement · 
 bergklassement · 
 jongerenklassement · 
 tussensprintklassement · 
 combinatieklassement · 
 ploegenklassement · 
 strijdlust · 
rode lantaarn
records · meeste deelnames · ranglijst etappewinnaars · bekende beklimmingen · valpartijen · dopinggevallen · Grand Départ · Souvenir Henri Desgrange
1903 · 
1904 · 
1905 · 
1906 · 
1907 · 
1908 · 
1909 · 
1910 · 
1911 · 
1912 · 
1913 · 
1914 ·
1915 ·
1916 ·
1917 ·
1918 · 
1919 · 
1920 · 
1921 · 
1922 · 
1923 · 
1924 · 
1925 · 
1926 · 
1927 · 
1928 · 
1929 · 
1930 · 
1931 · 
1932 · 
1933 · 
1934 · 
1935 · 
1936 · 
1937 · 
1938 · 
1939 · 
1940 ·
1941 ·
1942 ·
1943 ·
1944 ·
1945 ·
1946 ·
1947 · 
1948 · 
1949 · 
1950 · 
1951 · 
1952 · 
1953 · 
1954 · 
1955 · 
1956 · 
1957 · 
1958 · 
1959 · 
1960 · 
1961 · 
1962 · 
1963 · 
1964 · 
1965 · 
1966 · 
1967 · 
1968 · 
1969 · 
1970 · 
1971 · 
1972 · 
1973 · 
1974 · 
1975 · 
1976 · 
1977 · 
1978 · 
1979 · 
1980 · 
1981 · 
1982 · 
1983 · 
1984 · 
1985 · 
1986 · 
1987 · 
1988 · 
1989 · 
1990 · 
1991 · 
1992 · 
1993 · 
1994 · 
1995 · 
1996 · 
1997 · 
1998 · 
1999 · 
2000 · 
2001 · 
2002 · 
2003 · 
2004 · 
2005 · 
2006 · 
2007 · 
2008 · 
2009 · 
2010 · 
2011 · 
2012 · 
2013 · 
2014 · 
2015 · 
2016 · 
2017 · 
2018 · 
2019 ·
2020 · 
2021 · 
2022 · 
2023 · 
2024 · 
2025